# Ivan VI., papa
Ivan VI., papa od 30. listopada 701. do 11. siječnja 705. godine.
Ivan VI. je bio rodom iz Efeza,  kao i njegov prethodnik Sergije I., po nacionalnosti Grk, što je bila karakteristika tog perioda poznatog kao bizantsko papinstvo. Blisko je surađivao sa bizantskim carevima (Tiberije III. Apsimar i Justinijan II. Rinotmet). Kada je Teofilakt, ravenski (talijanski) egzarh godine 701. marširao na Rim, papa Ivan je diplomatskim putem spriječio oružani sukob i pustošenje grada. Vjerojatno bizantinski car nije bio zadovoljan s kandidaturom Ivana VI., pa je htio spriječiti njegovo ustoličenje te iznuditi izbor kandidata. Rimska narodna obrana je toliko uplašila Teofilakta, da je morao potražiti zaštitu pred gnjevom mnoštva kod samoga pape.
Također je uspješno pregovarao sa Langobardima, nagovorivši beneventskog vojvodu Gisulfa I. da se povuče s osvojenih papskih (i bizantskih) teritorija.